# ジョセフ・シファキス
ジョセフ・シファキス（Joseph Sifakis、希: Ιωσήφ Σηφάκης、1946年12月26日 - ）は、ギリシャ系フランス人の計算機科学者で、エドムンド・クラークとアレン・エマーソンと共にモデル検査に関する業績で2007年のチューリング賞を受賞した。

## 来歴
1946年、クレタ島イラクリオンに生まれた。国立アテネ工科大学で電気工学を学び、フランスから奨学金を得てグルノーブル大学で計算機科学を学んだ。1974年、グルノーブル大学で博士号を取得し、1979年には state doctorate を取得した。
シファキスは1976年にフランス市民権を得て以来ずっとフランスに住み、グルノーブル近郊のVERIMAGにあるフランス国立科学研究センター (CNRS) で働いており、実際CNRSの創設者の1人である。
また、Artist2（European Network of Excellence for research on Embedded Systems）のコーディネーターも務めている。
また、フランスの国家功労勲章の役員も務めている。